# Problema en avançat de l'electrocardiologia

Simulació d'un batec cardíac realista.

El problema en avançat de l'electrocardiologia és un enfocament computacional i matemàtic per estudiar l'activitat elèctrica del cor a través de la superfície corporal. L'objectiu principal d'aquest estudi és reproduir computacionalment un electrocardiograma (ECG), que té una important rellevància clínica per definir patologies cardíaques com la isquèmia i l'infart, o per provar la intervenció farmacèutica. Donades les seves importants funcionalitats i la relativa poca invasivitat, les tècniques d'electrocardiografia s'utilitzen amb força freqüència com a proves de diagnòstic clínic. Així, és natural procedir a reproduir computacionalment un ECG, el que significa modelar matemàticament el comportament cardíac dins del cos.

Diagrama esquemàtic del ritme sinusal normal d'un cor humà tal com es veu a l'ECG.

Les tres parts principals d'un model avançat per a l'ECG són:
- un model per a l'activitat elèctrica cardíaca;
- un model per a la difusió del potencial elèctric dins del tors, que representa la regió extracardíaca;
- algunes condicions específiques d'acoblament cor-tors.[2]

Així, per obtenir un ECG, s'ha de considerar un model cardíac elèctric matemàtic, unit a un model difusiu en un conductor passiu que descrigui la propagació elèctrica a l'interior del tors.
El model acoblat sol ser un model tridimensional expressat en termes d'equacions diferencials parcials. Aquest model es resol normalment mitjançant el mètode d'elements finits per a l'evolució espacial de la solució i esquemes numèrics semi-implícits que impliquen diferències finites per a l'evolució temporal de la solució. Tanmateix, els costos computacionals d'aquestes tècniques, especialment amb simulacions tridimensionals, són força elevats. Així, sovint es consideren models simplificats, solucionant per exemple l'activitat elèctrica del cor independentment del problema del tors. Per proporcionar resultats realistes, s'han d'utilitzar models tridimensionals anatòmicament realistes del cor i el tors.
Una altra simplificació possible és un model dinàmic fet de tres equacions diferencials ordinàries.